# 單軸晶體
單軸晶體是一種透射光學元件，此元件其中某一個結晶軸的折射率不同於其他兩個結晶軸，即 {\displaystyle n_{i}\neq n_{j}=n_{k}}。這個獨特的軸被稱為異常軸，同時也被稱為光軸。當晶體可呈現一個單一的光軸時，在這種情況下，此晶體為單軸。單軸晶體是由一種各向異性的均勻介質構成，其在不同的方向所顯示的電磁特性不同。這些晶體一般是非磁性介質，因此在不同方向所展現的不同材料特性是介電常數，而不是磁導率。
當光傳播通過具有最小折射率的軸時，擁有更高的相速度，則該軸被稱為快軸。同樣地，具有最高折射率的軸被稱作慢軸，因為光沿著該軸傳播的相速度是最低的。光軸可以是晶體的快軸或慢軸，其區分條件取決於材料特性。單軸晶體可以區分為負單軸晶體及正單軸晶體兩種。負單軸晶體（如方解石 CaCO3，紅寶石Al2O3）具有折射率 {\displaystyle n_{e}<n_{o}}，所以對於這些晶體，異常軸（光軸）為快軸。而對於正單軸晶體（如石英 SiO2，氟鎂石（氟化鎂）MgF2，金紅石 TiO2），具有折射率 {\displaystyle n_{e}>n_{o}}，因此異常軸（光軸）為慢軸。